# Megalampitta
Megalampitta là một chi chim trong họ Melampittidae, trước đây là một phần của chi Melampitta và xếp trong họ Paradisaeidae.

## Phân loại học và hệ thống học
Reddy và Cracraft (2007) là những người đầu tiên đưa cả hai loài melampitta vào cùng một phân tích. Họ nhận thấy chúng có quan hệ chị-em, và họ hàng gần gũi nhất của chúng là họ Corcoracidae. Jønsson et al. (2016) cũng gộp cả hai loài melampitta và tìm thấy sự hỗ trợ mạnh cho địa vị chị-em của chúng,
Jønsson et al. (2011b) không đặt melampitta một cách chắc chắn trong mối quan hệ chị-em với Corcoracidae hay với Paradisaeidae. Aggerbeck et al. (2014) và Jønsson et al. (2016) thấy chúng là chị em với Corcoracidae cộng Paradisaeidae.
Trên cơ sở các khác biệt về kích thước, tỷ lệ các bộ phận cơ thể, bộ lông, tiếng hót thì Schodde R. & Christidis L. (2014) cho rằng 2 loài M. lugubris và M. gigantea đã rẽ nhánh ra khoi nhau từ rất sớm, và họ đã đề xuất chi mới là Megalampitta để chứa loài Megalampitta gigantea (đồng nghĩa: Melampitta gigantea).

## Các loài
- Megalampitta gigantea (đồng nghĩa: Melampitta gigantea, Mellopitta gigantea).